# Кастель-ді-Лама
Кастель-ді-Лама (італ. Castel di Lama) — муніципалітет в Італії, у регіоні Марке,  провінція Асколі-Пічено.
Кастель-ді-Лама розташований на відстані близько 150 км на північний схід від Рима, 90 км на південь від Анкони, 12 км на схід від Асколі-Пічено.
Населення — 8664 особи (2014).
Щорічний фестиваль відбувається 2 травня. Покровитель — Sant'Atanasio.

## Демографія
Населення за роками:

Станом на 1 січня 2023 року в муніципалітеті офіційно проживало 656 іноземців з 39 країн, серед них 136 громадян країн Євросоюзу та 10 громадян України.

## Сусідні муніципалітети
- Аппіньяно-дель-Тронто
- Асколі-Пічено
- Касторано
- Оффіда